# بيري جوهانسون
بيري جوهانسون (بالإنجليزية: Perry Johanson)‏ هو مهندس معماري أمريكي، ولد في 9 مايو 1910، وتوفي في 15 يونيو 1981.